# JPEG XR
JPEG XR (precedentemente conosciuto come HD Photo, Windows Media Photo) è un formato per la compressione delle immagini, e fa parte degli "Windows Media". Questo formato è stato sviluppato per Microsoft da Andrew Gordon ed è stato implementato nativamente in Windows Vista. Questo formato è destinato a diventare il formato immagine predefinito nel nuovo formato XPS di Microsoft per i documenti.

## Caratteristiche tecniche principali
JPEG XR adotta un metodo per la compressione delle immagini che permette una codifica HDR (high dynamic range) pur impiegando numeri interi (senza divisioni) per la compressione e la decompressione. Supporta le modalità in scala di grigi, RGB, CMYK e addirittura in n-canali; si avvale di una rappresentazione fino a 16 bit con o senza segno, o a 32 bit in virgola mobile. Tutti i metodi di rappresentazione dei colori vengono trasposti nel metodo proprietario; questa trasformazione è perfettamente reversibile, e si possono ottenere compressioni lossy e lossless.
Questo formato può includere inoltre un profilo di colore ICC per mantenere la resa dei colori su diversi dispositivi, un profilo alpha per la trasparenza, e i metadata XMP e Exif. In aggiunta, questo formato permette di rappresentare più immagini in un unico file, di decodificare solo parte di un'immagine, e di ritagliare, ridurre in qualità, ribaltare o ruotare senza dover decodificare il file.

## Algoritmo di compressione
HD Photo impiega una conversione reversibile dello spazio dei colori, una trasformazione biortogonale reversibile e uno schema di compressione entropico non aritmetico, che è molto efficiente nel preservare dati molto ricorrenti. Questo permette all'algoritmo di ottenere migliori risultati in compressioni avanzate. 
L'operazione di trasformazione richiede tre operazioni di somma e moltiplicazione e sette di somma o shift al miglior livello di qualità e nella modalità di massime prestazioni; e rispettivamente una e quattro per ogni pixel (questo dà al metodo di compressione una grande velocità). Le immagini vengono trattate in 16 x 16 macroblocchi.
Il nuovo formato supporta vari formati di colore e rappresentazioni in virgola fissa e mobile, offrendo così una vasta gamma di opzioni di compressione. Per ragioni di compatibilità si distinguono formati di base e formati avanzati. Mentre i primi sono rivolti alla fotografia digitale, i secondi devono soddisfare i bisogni della Computer grafica 3D o del fotoritocco avanzato. 
Secondo i proclami di Microsoft, con questo formato offriranno "una qualità dell'immagine percettivamente comparabile a quella del JPEG 2000 con un carico computazionale più vicino a quello del JPEG, immagini di qualità superiore rispetto a quest'ultimo con file minori della metà, e una compressione lossless di 1:2.5".

## Struttura dei dati
Questo formato organizza i dati in modo simile al TIFF, disponendo l'immagine in una tabella di tag IFD (Image File Directory), a cui si aggiunge una tabella opzionale per il canale alpha, i metadata WMPhoto, metadata XMP opzionali disposti come XML, e metadata Exif opzionali. I dati dell'immagine costituiscono un blocco organico e continuo, mentre il canale alpha costituisce un'immagine separata (permettendo la decodifica dell'immagine anche ad applicazioni che non supportano questo canale). 
L'eredità del formato TIFF comprende la limitazione dei file a 4 GB, problema che, a quanto riportato nelle specifiche, "verrà trattato in un aggiornamento futuro".